# Rasuan
Rasuan is een bestuurslaag in het regentschap Ogan Komering Ulu van de provincie Zuid-Sumatra, Indonesië. Rasuan telt 3548 inwoners (volkstelling 2010).